# Snowflakes
Snowflakes är det första julalbumet av den amerikanska R&B-sångerskan Toni Braxton, släppt i USA den 23 oktober 2001 av Arista Records. Utöver de traditionella amerikanska julsångerna som "The Christmas Song" och "Have Yourself a Merry Little Christmas" och en cover på Vince Guaraldis låt från 1962; "Christmas Time Is Here", innehåller skivan inte bara julsånger utan även sådana som fokuserar på kärlek. Braxton var nygift och väntade sitt första barn medan albumet spelades in.

## Låtförteckning
| Nr           | Titel                                           | Producenter                             | Längd |
| ------------ | ----------------------------------------------- | --------------------------------------- | ----- |
| 1.           | Holiday Celebrate                               | Toni Braxton, Keri Lewis, Tamar Braxton | 3:59  |
| 2.           | Christmas in Jamaica (featuring Shaggy)         | Braxton, Donnie Scantz, Lewis, Orville  | 4:22  |
| 3.           | Snowflakes of Love                              | Braxton, Lewis, Isaac Hayes             | 4:24  |
| 4.           | Christmas Time Is Here                          | Vince Guaraldi, Lee Mendelson           | 4:11  |
| 5.           | Santa Please...                                 | Braxton, Lewis                          | 4:32  |
| 6.           | ...Pretty Please (Interlude)                    |                                         | 1:00  |
| 7.           | Have Yourself a Merry Little Christmas          | Ralph Blane, Hugh Martin                | 4:34  |
| 8.           | This Time Next Year                             | Babyface, David Foster, Braxton         | 4:22  |
| 9.           | The Christmas Song                              | Mel Tormé, Robert Wells                 | 3:23  |
| 10.          | Snowflakes of Love (Brent Fischer Instrumental) |                                         | 4:36  |
| 11.          | Christmas in Jamaica (Remix)                    |                                         | 3:39  |
| Total längd: | Total längd:                                    | Total längd:                            | 43:33 |